# Liste der Museen in Sierra Leone
Dies ist eine Liste der Museen in Sierra Leone.
| Museum                                                                              | Gründung | Gebäude                            | Ort      | Fachgebiet                                 | Bild |
| ----------------------------------------------------------------------------------- | -------- | ---------------------------------- | -------- | ------------------------------------------ | ---- |
| Methodisten-Museum Methodist Museum                                                 | 2016     | Zion-Methodistenkirche             | Freetown | Geschichte der Methodisten in Sierra Leone |      |
| Nationales Eisenbahnmuseum von Sierra Leone National Railway Museum of Sierra Leone | 2005     |                                    | Freetown | Eisenbahngeschichte                        |      |
| Nationalmuseum von Sierra Leone Sierra Leone National Museum                        | 1957     | u. a. Cotton Tree-Bahnstation      | Freetown | Geschichte, Kultur                         |      |
| Friedensmuseum von Sierra Leone Sierra Leone Peace Museum                           | 2011     | Sondergerichtshof für Sierra Leone | Freetown | Bürgerkrieg in Sierra Leone                |      |